# Carl Nortman
Carl Johan Nortman, född 28 juni 1736 i Umeå socken, död 8 juli 1805 i Bygdeå socken, var en svensk präst.
Carl Nortman var son till kronobefallningsmannen Johan Nortman och Beata Charlotta Stening. Han kom redan som 14-åring till Uppsala universitet men under studenttiden avled hans far och han måste därefter jämsides med studierna försörja sig som informator. Sedan han disputerat pro exercitio 1762 promoverades han samma år till filosofie magister vid Greifswalds universitet. År 1765 prästvigdes han i Stockholm och blev då huspredikant hos riksrådet greve Hans Henrik von Liewen och 1767 pastorsadjunkt i Finska församlingen samt 1768 huspredikant hos grevinnan Catharina Ehrenpreuss. Efter pastoralexamen i Uppsala utnämndes han till kyrkoherde i Barnhusförsamlingen i Stockholm. År 1773 sökte han Bygdeå församling och fick majoritet vid valet samt tillträdde som kyrkoherde där 1774. År 1783 blev han vice prost och 1787 ordinarie kontraktsprost i Västerbottens södra kontrakt. År 1800 utnämndes han till teologie doktor.
Nortman var gift första gången 1771 med Eleonora Kolthoff, som var dotter till assessorn i Kommerskollegium Herman Kolthoff. Hon avled redan året därpå och var barnlös. Nortman gifte sig andra gången 1773 i Stockholm med Ulrica Nordin, som var mycket yngre än sin make. Hon var dotter till företrädaren i Bygdeå och hade i övrigt  inflytelserika släktförbindelser. Bröder till henne var landshövdingen friherre Johan Magnus af Nordin och biskopen Carl Gustaf Nordin. I detta andra äktenskap föddes en son som dog späd. Nortmans änka lät i Bygdeå kyrkas kor komplettera minnestavlan över hennes far Carl Magnus Nordin med en liknande minnestavla i marmor över sin man. Makarna Nortman, som var mycket välbeställda, stiftade stipendier till Umeå skola och Härnösands gymnasium samt skänkte skrudar och kyrksilver till Bygdeå kyrka och Nysätra kyrka.